# Jaren Jackson Jr.
Jaren Walter Jackson Jr. (Plainfield, Nueva Jersey, 15 de septiembre de 1999) es un baloncestista estadounidense que pertenece a la plantilla de los Memphis Grizzlies de la NBA. Con 2,08 metros de estatura, juega en la posición de pívot o de ala-pívot. Es hijo del que fuera jugador de la NBA y de diversas ligas europeas Jaren Jackson.

## Trayectoria deportiva

### Primeros años

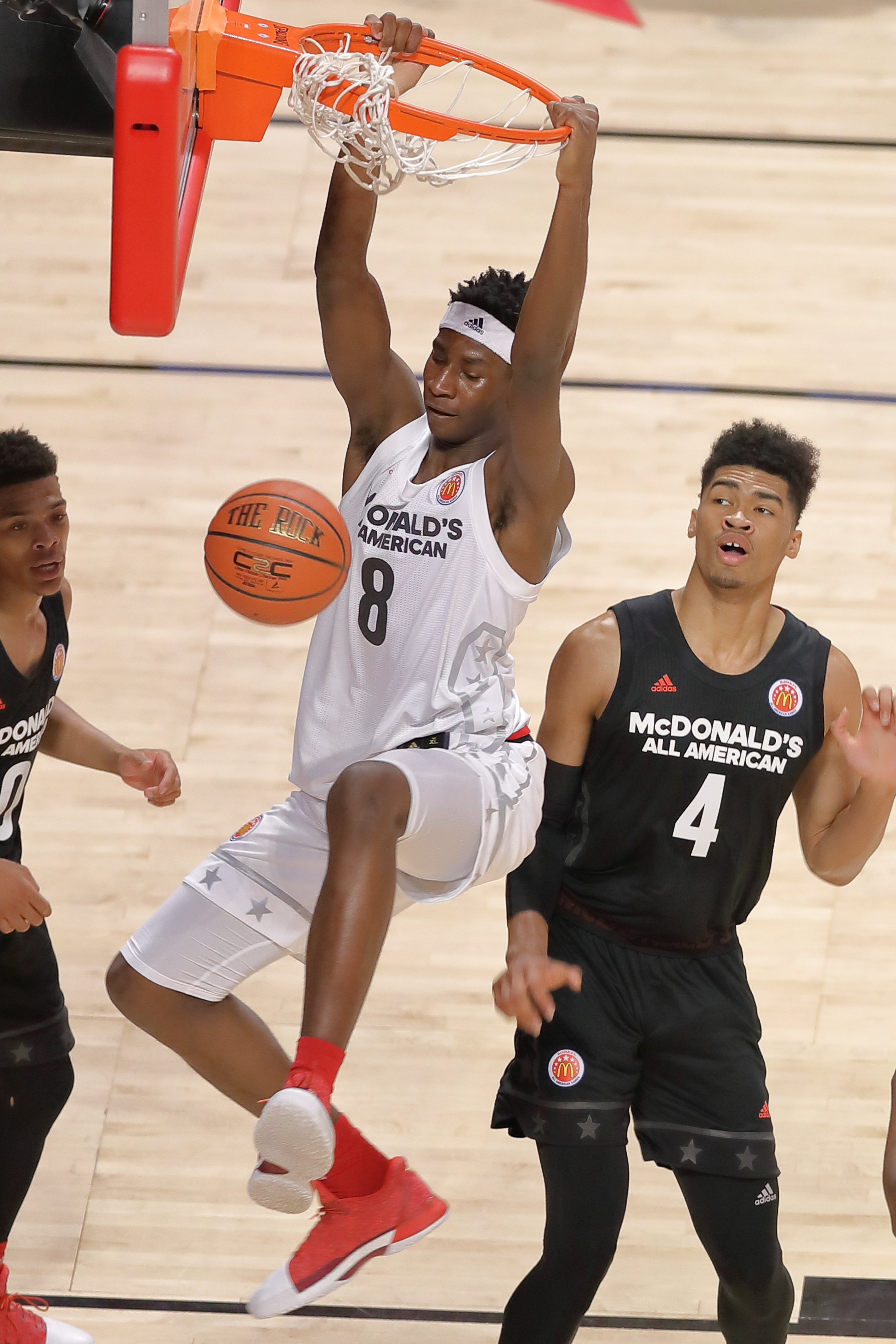
Jackson en el McDonald's All-American Game de 2017.

Sus tres primeros años de instituto los pasó en el Park Tudor School de Indianápolis, en los que promedió 10 puntos, 6 rebotes y 3 tapones por partido.
Fue transferido a la Lumiere School de La Porte (Indiana) para su temporada sénior, donde promedió más de 15 puntos y 10 rebotes por partido. Ese año fue elegido para diputar los prestigiosos McDonald's All-American Game, Jordan Brand Classic y el Nike Hoop Summit, donde logró un doble-doble, 13 puntos y 10 rebotes.

### Universidad
Jugó una temporada con los Spartans de la Universidad Estatal de Míchigan, en la que promedió 10,9 puntos, 5,8 rebotes y 3,0 tapones por partido. Fue incluido en el tercer mejor quinteto de la Big Ten Conference, siendo además elegido mejor defensor y novato del año de la conferencia.
Tras finalizar su participación el Torneo de la NCAA de 2018, en el mes de abril anunció que renunciaba a los tres años que le quedaban de universidad para presentarse al Draft de la NBA de 2018.

#### Estadísticas
| Año     | Equipo         | PJ | PT | MPP  | %TC  | %3P  | %TL  | RPP | APP | ROB | TPP | PPP  |
| ------- | -------------- | -- | -- | ---- | ---- | ---- | ---- | --- | --- | --- | --- | ---- |
| 2017–18 | Michigan State | 33 | 32 | 22.2 | .520 | .396 | .797 | 5.8 | 1.2 | .6  | 3.2 | 11.3 |

### Profesional
Fue elegido en la cuarta posición del Draft de la NBA de 2018 por los Memphis Grizzlies.
En su primera temporada fue el ala-pívot titular de Memphis, hasta que el 29 de marzo de 2019, sufrió un profundo moretón en el muslo derecho, lo que le dejó fuera el resto de la temporada.
Ya en su segunda temporada, de nuevo como titular, el 19 de diciembre de 2019 ante Milwaukee Bucks consigue su mejor anotación, hasta el momento, con 43 puntos. El 4 de agosto de 2020, durante los partidos de reanudación de la temporada 2019-20 en la "burbuja de Orlando", Jackson sufrió un desgarro de menisco en la rodilla izquierda, durante la derrota ante New Orleans Pelicans (99–109), que le dejará fuera hasta la temporada siguiente.
Jaren volvió a las pistas, el 21 de abril de 2021 ante Los Angeles Clippers.
El 18 de octubre de 2021, acuerda una extensión de contrato con los Grizzlies por 4 años y $105 millones.
Al término de su cuarto año en Memphis, supera el récord de tapones en una temporada para la franquicia de los Grizzlies, superando los 169 de Pau Gasol en la 2001-02. Además, al término de la temporada regular, finalizó como el máximo taponador de la temporada (2,3) y fue incluido en el mejor quinteto defensivo de la liga.
El 30 de junio de 2022 fue operado del pie derecho para reparar una fractura sufrida por estrés, y que hará que se pierda el inicio de la temporada 2022-23. Regresa a las pistas el 15 de noviembre de 2022 ante New Orleans Pelicans. El 12 de diciembre ante Atlanta Hawks consigue 8 tapones, igualando el récord de la franquicia. El 2 de febrero de 2023 se anunció su participación en el All-Star Game de Salt Lake City, siendo la primera nominación de su carrera. El 5 de abril de 2023 anota 40 puntos ante New Orleans Pelicans. Al término de la temporada regular, finalizó como el máximo taponador de la temporada (3,0), por segundo año consecutivo, fue nombrado mejor defensor de la NBA e incluido en el mejor quinteto defensivo de la NBA.
Durante su sexto año en Memphis, el 11 de diciembre de 2023, anota 41 puntos ante Dallas Mavericks. En el siguiente encuentro, el 13 de diciembre ante Houston Rockets, mejora su marca personal de anotación y consigue 44 puntos. El 1 de abril de 2024 anota 40 puntos ante Detroit Pistons.
En su séptima temporada con los Grizzlies, fue nombrado defensor del mes de diciembre de la conferencia Oeste. A finales de enero de 2025 se anunció su participación como reserva en el All-Star Game, siendo la segunda nominación de su carrera. El 1 de marzo anota 42 puntos ante Atlanta Hawks. Al término de la temporada fue incluido en el segundo mejor quinteto defensivo de la NBA. El 1 de julio, acuerda una extensión de contrato con los Grizzlies por cinco temporadas y $240 millones.

### Selección nacional
Durante agosto y septiembre de 2023 fue integrante de la selección de Estados Unidos que participó en el Mundial de 2023 celebrado en Asia, y que finalizó en cuarto lugar, tras perder la final de consolación ante Canadá.

## Estadísticas de su carrera en la NBA
|  | Líder de la liga |

### Temporada regular
| Año      | Equipo   | PJ  | PT  | MPP  | %TC  | %3P  | %TL  | RPP | APP | ROB | TPP | PPP  |
| -------- | -------- | --- | --- | ---- | ---- | ---- | ---- | --- | --- | --- | --- | ---- |
| 2018-19  | Memphis  | 58  | 56  | 26.1 | .506 | .359 | .766 | 4.7 | 1.1 | .9  | 1.4 | 13.8 |
| 2019-20  | Memphis  | 57  | 57  | 28.5 | .469 | .394 | .747 | 4.6 | 1.4 | .7  | 1.6 | 17.4 |
| 2020-21  | Memphis  | 11  | 4   | 23.5 | .424 | .283 | .833 | 5.6 | 1.1 | 1.1 | 1.6 | 14.4 |
| 2021-22  | Memphis  | 78  | 78  | 27.3 | .415 | .319 | .823 | 5.8 | 1.1 | .9  | 2.3 | 16.3 |
| 2022-23  | Memphis  | 63  | 63  | 28.4 | .506 | .355 | .788 | 6.8 | 1.0 | 1.0 | 3.0 | 18.6 |
| 2023-24  | Memphis  | 66  | 66  | 32.2 | .444 | .320 | .808 | 5.5 | 2.3 | 1.2 | 1.6 | 22.5 |
| 2024-25  | Memphis  | 74  | 74  | 29.8 | .488 | .375 | .781 | 5.6 | 2.0 | 1.2 | 1.5 | 22.2 |
| Total    | Total    | 407 | 398 | 28.6 | .466 | .351 | .792 | 5.5 | 1.5 | 1.0 | 1.9 | 18.5 |
| All-Star | All-Star | 2   | 0   | 8.0  | .556 | .000 | —    | 1.5 | 1.0 | .5  | 1.0 | 5.0  |

### Playoffs
| Año   | Equipo  | PJ | PT | MPP  | %TC  | %3P  | %TL  | RPP | APP | ROB | TPP | PPP  |
| ----- | ------- | -- | -- | ---- | ---- | ---- | ---- | --- | --- | --- | --- | ---- |
| 2021  | Memphis | 5  | 5  | 27.4 | .426 | .286 | .875 | 5.6 | 1.0 | 1.0 | 1.2 | 13.6 |
| 2022  | Memphis | 12 | 12 | 27.7 | .378 | .375 | .755 | 6.8 | .9  | .8  | 2.5 | 15.4 |
| 2023  | Memphis | 6  | 6  | 36.7 | .422 | .280 | .861 | 7.8 | 1.5 | 1.0 | 2.0 | 18.0 |
| 2025  | Memphis | 4  | 4  | 34.3 | .379 | .273 | .850 | 5.0 | 1.5 | 1.0 | .5  | 16.0 |
| Total | Total   | 27 | 27 | 30.6 | .396 | .331 | .816 | 6.5 | 1.1 | .9  | 1.9 | 15.7 |